# فرودگاه صحرایی هدنهام
فرودگاه صحرایی هدنهام (به انگلیسی: Haddenham Airfield) یک فرودگاه خصوصی است . این فرودگاه در کشور انگلستان قرار دارد و در ارتفاع ۹۷ متری از سطح دریا واقع شده‌است.